# Winthemia venusta
Winthemia venusta är en tvåvingeart som först beskrevs av Johann Wilhelm Meigen 1824.  Winthemia venusta ingår i släktet Winthemia och familjen parasitflugor. Arten har ej påträffats i Sverige. Inga underarter finns listade i Catalogue of Life.